# Chicago Jazz Festival
Il Chicago Jazz Festival è un festival musicale jazz annuale gratuito di quattro giorni nel Millennium Park di Chicago. È gestito dal Dipartimento degli Affari Culturali e degli Eventi Speciali e programmato con l'assistenza del Jazz Institute di Chicago durante il fine settimana del Labor Day, integrando artisti internazionali e locali che suonano molte forme di musica jazz.

## Evento inaugurale
Poco dopo la morte di Duke Ellington nel 1974, fu organizzato un festival per onorarlo a Grant Park. Hanno partecipato più di 10.000 appassionati di jazz ed è diventato un evento annuale, attirando folle fino a 30.000 persone. Nel 1978 un altro gruppo organizzò un festival al Grant Park per onorare John Coltrane. Quando, nel 1979, il Jazz Institute di Chicago iniziò i preparativi per il proprio Grant Park Festival, che avrebbe portato alla realizzazione di tre festival jazz separati a Grant Park alla fine di agosto, l'Ufficio per gli eventi speciali del sindaco intervenne e si riunirono i tre diversi festival nel Chicago Jazz Festival, che avrebbe presentato una settimana di spettacoli free jazz. Il primo Chicago Jazz Festival comprendeva una Ellington Night, una Coltrane Night e altri cinque programmi messi insieme dal Jazz Institute di Chicago. Tenutosi presso la nuova Petrillo Music Shell di Grant Park, gli artisti della prima stagione includevano: Von Freeman, Art Hodes, Benny Carter, McCoy Tyner, Billy Taylor, Mel Torme e Benny Goodman e il festival attirò 125.000 spettatori nelle sue sette notti.

## Festival successivi

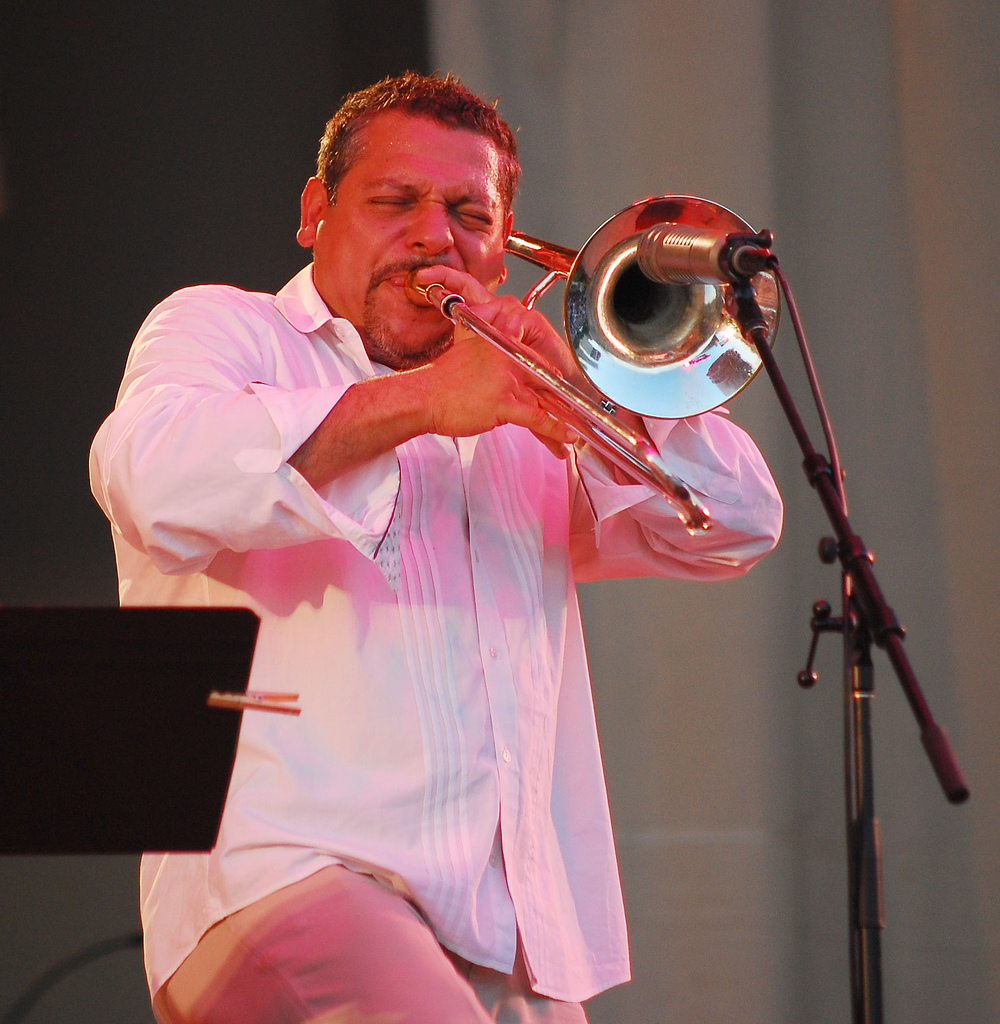
Il trombonista Luis Bonilla si esibisce al Chicago Jazz Festival 2008

Per molti anni le intere esibizioni serali del Festival furono trasmesse in diretta, coast-to-coast, su 180 stazioni radiofoniche pubbliche. In seguito, gli spettacoli più importanti furono assemblati per essere trasmessi successivamente, fino a quando la WBEZ abbandonò la sua trasmissione jazz di lunga data.
Ogni anno dopo la fine dei concerti, le jam session, a volte fino a tarda notte e la mattina presto, sono organizzate da numerosi importanti musicisti jazz di Chicago come David Boykin, Fred Anderson, Dana Hall, Karl E. H. Seigfried e Keefe Jackson.
Il festival fa ora parte di una serie estiva di concerti e festival sponsorizzati dal Dipartimento degli affari culturali e degli eventi speciali della città, tra cui Taste of Chicago ed il Chicago Blues Festival.
Nel 2017 il festival si è spostato dal vecchio Petrillo Music Shell di Grant Park e dai suoi palchi laterali, dove si è tenuto per più di 30 anni, attraverso Monroe Street al Millennium Park, dove gli artisti si sono esibiti in diversi padiglioni di spettacoli e nel vicino Chicago Cultural Center, nella Ganz Hall della Roosevelt University e molti altri luoghi. Anche se questo ha fornito un'acustica migliore nella nuova sede, alcuni critici si sono lamentati del fatto che la nuova disposizione ha disperso inutilmente le esibizioni, rendendo più difficile per i partecipanti ascoltare alcune sessioni a causa della distanza tra le sedi.
A causa della pandemia di COVID-19 il festival jazz è stato interrotto nel 2020 ed è stato presentato in una versione ridotta nel 2021, ma è tornato con un programma completo nel 2022.

## Artisti
Gli artisti hanno compreso Miles Davis, Ella Fitzgerald, Anthony Braxton, Betty Carter, Lionel Hampton, Chico O'Farrill's big band, Jimmy Dawkins, Johnny Frigo, Slide Hampton, Roy Haynes, Sarah Vaughan, Carmen McRae, BB King, Count Basie, Sun Ra, Stan Getz, Jimmy Smith, Dexter Gordon, Dizzy Gillespie, Kenny Burrell, Ornette Coleman e molti altri.
| Anno | Artisti principali |
| ---- | --- |
| 2014 | Omaggio a Nelson Mandela : Memory in the Center di Ernest Dawkins, un'opera Afro Jazz Terence Blanchard con Ravi Coltrane & Lionel Loueke Dave Holland , Kevin Eubanks , Craig Taborn e Eric Harland: PRISM |
| 2015 | Marquis Hill Blacktet Henry Butler / Steven Bernstein & Hot 9 Billy Strayhorn Tributo w/ Chicago Jazz Orchestra che suona Arrangiamenti di Strayhorn di Canzoni di Edward Wilkerson, John Hollenbeck, Steven Bernstein, Gordon Goodwin Experimental Band di Muhal Richard Abrams con Roscoe Mitchell , Henry Threadgill , Wadada Leo Smith, Amina Claudine Myers, Anthony Braxton , George E. Lewis, Leonard Jones, Wallace McMillan, Reggie Nicholson |
| 2016 | Orbert Davis Liberation Music Orchestra , politicamente impegnato di Charlie Haden Benny Golson Anat Cohen John Scofield e Joe Lovano Candido Camero |
| 2017 | Celebrazione del Centenario di Dizzy Gillespie con Jon Faddis ed la Chicago Jazz Festival Big Band Jason Moran presenta In My Mind: Monk at Town Hall 1959 Ellabration! 100 anni di Ella Fitzgerald con il Brad William Trio, Sheila Jordan , Dee Alexander], Frieda Lee, Spider Saloff e Paul Mariano Honey and Salt di Matt Wilson |
| 2018 | Il Sestetto di Kurt Elling con Marquis Hill e Jeff "Tain" Watts Dianne Reeves Ramsey Lewis Maceo Parker |